# Kangavar

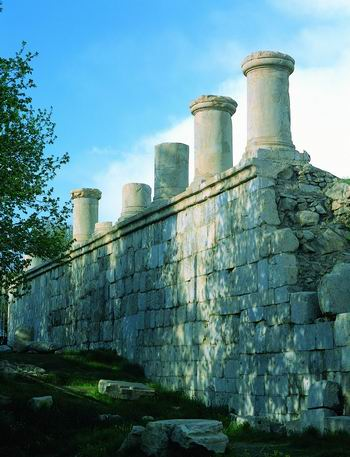
Überreste des „Anahita-Tempel“ genannten Monuments

Kangavar (persisch کنگاور, DMG Kangāvar; in der Antike Congobar) bezeichnet sowohl eine Stadt als auch einen Kreis in der Provinz Kermanschah in Iran. Kangavar ist die größte Ortschaft im ausgesprochen fruchtbaren Kangavartal. Die Stadt liegt in der Nähe von Bisotun zwischen Hamadan und Kermanschah.

## Das historische Monument von Kangavar
Kangavar ist auch der Ort eines historischen Monuments, dessen gesamtes Areal etwa 4,6 ha einnimmt. Die Reste befinden sich auf einer 224 × 209 m großen, aus massiven Schieferblöcken gebauten Plattform, deren Fläche bis zu 32 m über dem darunterliegenden unebenen Erdboden liegt. An zwei Seiten befanden sich jeweils zwei Treppen, über die man auf die Plattform gelangte und von der aus man bis heute das Kangavartal einsehen kann. An drei Kanten der Plattform stand einst eine Reihe von 3,5 m hohen ionischen Säulen. An den noch vorhandenen Säulen befindet sich kein Hinweis auf eine Dachkonstruktion. In der Mitte der Plattform stand einst ein 93 m mal 9,30 m großer Bau, der wahrscheinlich aus Holz bestand und von dem nur noch der Grundriss (in Form von Pfostenlöchern) erkennbar ist.
Bis in die frühen 1980er Jahre wurde allgemein geglaubt, dass die Anlage in den Berichten von Isidoros von Charax als „Tempel von Artemis“ Erwähnung gefunden habe (Mansiones Parthicae 6). 1840 wurde der Bau von den beiden französischen Malern (Eugène Flandin und Pascal Coste) besucht, die etliche Skizzen anfertigten und die Ruinen mit der Erwähnung von Isidoros in Verbindung brachten. Anhand dieser wurde die Anlage auf das 1./2. Jahrhundert n. Chr. datiert. Da Artemis zudem die griechische Übersetzung der zoroastrischen Anahita ist, wurde entsprechend die Erwähnung in Isidoros als seleukidischer „Tempel von Anahita“ gedeutet.
Erst seit 1968 finden systematische Ausgrabungen statt. In vorläufigen Zusammenfassungen wurde 1972 klargestellt, dass die Anlage mangels bestimmter struktureller und architektonischer Merkmale nicht als Sakralbau identifiziert werden könne (beispielsweise das Fehlen eines Wasserbeckens, was für einen Anahitatempels zwingend erforderlich wäre). Im Abschlussbericht von 1981 wurde die Identifizierung der Anlage als Tempel für äußerst fragwürdig befunden. Man kam zu dem Schluss, dass die von Isodoros erwähnte Anlage irgendwo anders liegen müsse. Eine positive Identifizierung des Anlagezwecks war anhand der Mängel an den archäologischen Fundstücken ebenfalls nicht möglich. Eine Datierung des Baues in die parthische Zeit wurde ebenfalls in Frage gestellt; stattdessen vermutete man die korrekte Zuordnung in die sassanidische Zeit (3.–7. Jahrhundert). Bis heute bleibt die Datierung allerdings ungeklärt, denn Münzen und Tonscherben aus parthischer, wie auch aus sassanidischer und islamischer Zeit wurden ebenfalls gefunden. An einem Ende der Plattform wurden Siedlungsreste aus islamischer Zeit aufgespürt, so dass angenommen werden kann, dass zumindest in dieser Zeit und an dieser Stelle das Mauerwerk für Wohngebäude benutzt wurde. Den französischen Zeichnungen zufolge müssen diese noch im 19. Jahrhundert als solche benutzt worden sein.
Offiziell gilt die Anlage als „historisches Monument von Kangavar,“ und im Vorschlag das Areal im UNESCO-Weltkulturerbe aufzunehmen, werden die Ruinen nur noch „als Temple von Anahita berühmtes Monument“ umschrieben. Die Tourismusindustrie preist die Ruinen weiterhin als „Tempel von Anahita“ bzw. „-Artemis.“